# Jenny Morris
Jennifer Lynn "Jenny" Morris (ur. 20 września 1972 w Maryborough) – australijska hokeistka na trawie, dwukrotna złota medalistka olimpijska.
Z reprezentacją Australii brała udział w dwóch igrzyskach (IO 96, IO 00), na obu zdobywała złote medale. Z kadrą brała udział m.in. w mistrzostwach świata w 1994 (tytuł mistrzowski) oraz kilku turniejach Champions Trophy (zwycięstwa w 1993, 1995, 1997).